# Meinhard Nehmer
Reinhard Nehmer, född 13 januari 1941 i Boblin, Landkreis Ueckermünde, provinsen Pommern, är en tidigare tysk friidrottare och bobåkare (styrman) som tävlade för Östtyskland. Efter sin aktiva karriär var Nehmer framgångsrik bobtränare i USA, Italien och Tyskland.
Meinhard Nehmers familj flydde hemstaden Stettin och bosatte sig i Varnkevitz. Nehmer arbetade i familjens jordbruk innan han började arbeta på väderstationen på Kap Arkona och utbildades till vädertjänsttekniker. Han studerade senare vid ingenjörsskolan för lantbruksteknik i Nordhausen. Han inledde samtidigt en framgångsrik friidrottskarriär i spjut, diskus och kula och tävlade för ASK Vorwärts Potsdam samtidigt som han blev militär i Nationale Volksarmee.  Han tvingades på grund av en skada avsluta den och började istället med bob. Vid OS i Innsbruck 1976 var Nehmer östtysk fanbärare och kunde sedan vinna guld i två- och fyrmannabob. Han avslutande karriären 1980 och började tjänstgöra i Volksmarine på Rügen. 1985 kallades han av militären till Oberhof och återupptog karriären inom bob men nu som rådgivare och testförare. 1991 blev han förbundskapten i bob för USA och var 1993-2000 i lika omgångar tränare för Italiens boblandslag.
Han tog OS-guld i herrarnas fyrmanna och OS-guld i herrarnas tvåmanna i samband med de olympiska bobtävlingarna 1976 i Innsbruck.
Han är bosatt på Rügen.